# Ґарвач
Ґарвач (пол. Garwacz) — село в Польщі, у гміні Бодзанув Плоцького повіту Мазовецького воєводства.
Населення — 96 осіб (2021).
У 1975-1998 роках село належало до Плоцького воєводства.

## Демографія
Демографічна структура станом на 2021 рік:
|          | Загалом | Допрацездатний вік | Працездатний вік | Постпрацездатний вік |
| -------- | ------- | ------------------ | ---------------- | -------------------- |
| Чоловіки | 46      | 8                  | 31               | 7                    |
| Жінки    | 50      | 10                 | 29               | 11                   |
| Разом    | 96      | 18                 | 60               | 18                   |